# Bahnhof Goetheweg
Der Bahnhof Goetheweg ist ein an der Brockenbahn gelegener Bahnhof, der heute nur noch für Zugkreuzungen genutzt wird. Ein Ein- und Ausstieg für Reisende ist nicht möglich.

## Lage
Der auf einer Höhe von 956 m über NN gelegene Betriebsbahnhof befindet sich bei Streckenkilometer 13,55 zwischen den Stationen Schierke und Brocken. In der Nähe trifft der Goetheweg Torfhaus–Brocken auf die Brockenbahn, die er früher kreuzte. Seit 1990 der Nationalpark Harz, in dessen Gebiet auch der Bahnhof liegt, geschaffen wurde, ist der östlich der Brockenbahn gelegene Abschnitt des Goethewegs zum Brockengipfel nicht mehr zugänglich. Stattdessen wurde parallel zur Bahnstrecke in Richtung Brocken der Neue Goetheweg angelegt. Wenige hundert Meter westlich der Bahntrasse verläuft die Grenze zum Bundesland Niedersachsen, die frühere innerdeutsche Grenze.

## Geschichte
Die Einrichtung des Bahnhofs beruht auf einer Initiative des Harzklubs, der bald nach Eröffnung der Brockenbahn im Jahr 1898 eine Zustiegsmöglichkeit für Wanderer unterhalb des Brockengipfels wünschte. Der Bahnhof, an dessen Errichtung sich der Klub finanziell beteiligte, wurde am 17. Juli 1900 für den Personenverkehr eröffnet. Am 30. September 1944 wurde der Personenverkehr auf der Strecke vorläufig eingestellt. Im gleichen Jahr wurde auch das Stationsgebäude des Bahnhofs während eines Luftangriffs zerstört.
Etwas nördlich des Bahnhofs, bei den Hirschhornklippen, verlief die Brockenbahn nach Ende des Zweiten Weltkriegs auf einer Länge von 300 Metern durch die Britische Besatzungszone, während sich die restliche Strecke im Bereich der sowjetischen Besatzungsmacht befand. Aufgrund einer Vereinbarung der örtlichen Kommandanten erfolgte bereits im Jahr 1945 eine Grenzkorrektur zugunsten der sowjetischen Seite. Nach Wiederaufnahme des Güterverkehrs im Jahr 1949 und des Personenverkehrs im Mai 1950 wurde der Bahnhof wegen seiner unmittelbaren Nähe zur innerdeutschen Grenze nur noch als Kreuzungsbahnhof genutzt und blieb für Reisende geschlossen. Seit 9. Juni 1952 befand sich der Bahnhof Goetheweg wie die gesamte Brockenbahn im Sperrgebiet, zu dessen Betreten ein von der Volkspolizei ausgestellter Passierschein erforderlich war; dies galt auch für die im Zug reisenden Personen und das Bahnpersonal. Infolge der Grenzsicherungsmaßnahmen wurde die Strecke Schierke–Brocken ab dem 14. August 1961 für den Personenverkehr gesperrt; nur noch Güterzüge durften verkehren. Der Bahnhof wurde daher am 10. Juni 1963 außer Betrieb genommen. Bis in die 1980er Jahre wurde das Grenzgebiet am Brocken festungsartig ausgebaut. Die dazu notwendigen Baustoffe waren mit der Brockenbahn transportiert worden. Nach Abschluss der Arbeiten und infolge Verschleißes der Gleisanlagen wurde der Güterverkehr zum Brocken 1988 aufgegeben; die Versorgung der auf dem Brocken stationierten Truppen erfolgte nunmehr über die Brockenstraße. Die Befahrbarkeit der Brockenbahn sollte aber aus militärischen Gründen gewährleistet bleiben, weshalb bis August 1989 noch vereinzelte Betriebsfahrten stattfanden. Eine Stilllegung erfolgte nicht.
Nach Öffnung der innerdeutschen Grenze und der Entscheidung, die Brockenbahn wieder vollständig in Betrieb zu nehmen, wird der Bahnhof Goetheweg seit 1. Juli 1992 erneut genutzt. Er dient jedoch aus Gründen des Naturschutzes nur betrieblichen Zwecken; ein Fahrgastwechsel ist nicht möglich.
Während bis 1963 der Verkehr auf der Brockenbahn zwischen Mitte September und Mai wegen der Witterungsverhältnisse ruhte und der Bahnhof somit geschlossen war, findet seit der Wiederinbetriebnahme ganzjährig Zugverkehr statt.

## Ausstattung

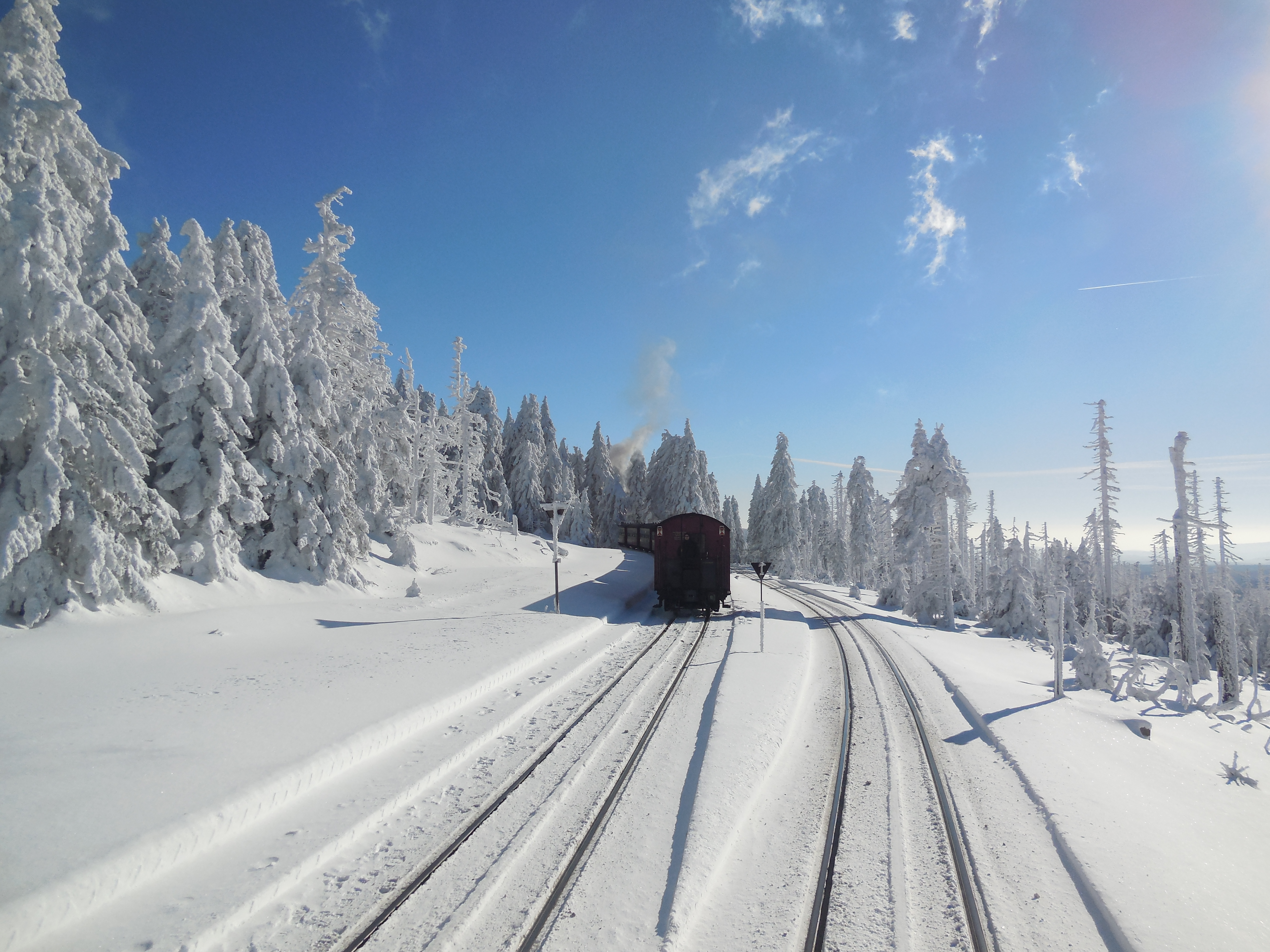
Zug nach Schierke im Rückdrückgleis während einer Zugkreuzung (2015)

Bei der Eröffnung hatte der Bahnhof ein hölzernes Stationsgebäude erhalten, das 1922 nicht mehr genutzt werden konnte. Zwei Jahre später wurde ein aus Stein errichtetes Gebäude seiner Bestimmung übergeben, das allerdings während des Zweiten Weltkriegs zerstört wurde.
Nach wie vor befindet sich am Bahnhof das mit einer handbedienten Weiche an das Hauptgleis angebundene und 1992 instand gesetzte Kreuzungsgleis, in das bei einer Zugkreuzung ursprünglich der bergan fahrende Zug zurückdrückte. Das Kreuzungsgleis ist waagerecht angelegt, sodass der Zug bei der Ausfahrt leichter beschleunigen kann. Ein derartiges Rückdrückgleis befand sich früher auch auf der Harzquerbahn am Betriebsbahnhof Drängetal. Heute erfolgen die Zugkreuzungen im Bahnhof Goetheweg auch so, dass der bergab fahrende Zug in das Kreuzungsgleis einfährt.
Der Bahnhof war bis zu seiner vorläufigen Außerbetriebnahme 1963 mit zwei Formsignalen ausgestattet, die im Herbst 1974 entfernt wurden. Nach Wiederinbetriebnahme des Bahnhofs 1992 wurde auf die Installation von Signaltechnik zunächst verzichtet – es wurden Trapeztafeln aufgestellt. Seit 8. Mai 2002 verfügt der Bahnhof über Ks-Signale, die vom elektronischen Stellwerk in Wernigerode bedient werden.